# Henk Deys
Hendrik Piet (Henk) Deys (Sawahloento (Sumatra), 5 november 1932 – Rhenen, 21 februari 2023) was een Nederlands auteur en chemicus.
Henk Deys promoveerde in 1961 in de faculteit der Wis- en Natuurkunde aan de Rijksuniversiteit Utrecht en behaalde in hetzelfde jaar zijn apothekersdiploma.Van 1962 tot 1990 werkte hij als klinisch chemicus in het Julianaziekenhuis Veenendaal.
Ook is hij enkele jaren werkzaam geweest in de apotheek in Rhenen. Naast zijn werk als chemicus en apotheker begon Deys omstreeks 1980 met het verzamelen van kaarten en fotografie over de geschiedenis van Rhenen. 
Omstreeks 1980 is hij begonnen met het verzamelen van cartografisch materiaal en van documentatie en fotografie over de bevolking, bebouwing en geschiedenis van Rhenen. Daarnaast bekleedde hij diverse functies waaronder erevoorzitter van de Historische vereniging Oudheidkamer Rhenen en omstreken, secretaris van de Stichting Stichtse Geschiedenis en van 1989 tot en met 2014 was hij redactielid van het historisch-cartografisch tijdschrift Caert-Thresoor. Hij is co-auteur van Guicciardini Illustratus. De kaarten en prenten in Lodovico Guicciardini's Beschrijving van de Nederlanden ('t Goy-Houten 2001). Ook schreef hij De Gelderse Vallei. Geschiedenis in oude kaarten (Utrecht 1988) en publiceerde veel over de geschiedenis van zijn woonplaats Rhenen.
Op 5 november 1999 schonk Henk Deys drie exemplaren van de Franstalige Description de touts les Pays-Bas, uitgegeven in 1613 door Jan Jansz. in Arnhem. In 2002 volgden 20 gedepouilleerde edities, 5 losse oblong prenten en 3 folia voorwerk. De schenker heeft deze edities gebruikt voor zijn onderzoek naar de kaarten en prenten in de verschillende edities van Lodovico Guicciardini's Descrittione.
Deys schonk zijn uitgebreide collectie aan het Regionaal Historisch Centrum Zuidoost Utrecht. Als eerbetoon aan zijn werk werd in 2018 in Rhenen het Henk Deysplein naar hem vernoemd.
Hij overleed op 90-jarige leeftijd.

## Trivia
Deys speelde (bas)klarinet en was beschermheer van de Rhenense muziekvereniging Ons Genoegen

## Publicaties
- Deys heeft meerdere boeken en artikelen geschreven waaronder 'Op weg in Rhenen', 'Rhenen geschiedenis en architectuur en 'Met het oog op de ernst der tijden'.
- Deys, H., M. Franssen, V. van Hezik, F. te Raa & E. Walsmit, Guicciardini Illustratus. De kaarten en prenten in Lodovico Guicciardini's Beschrijving van de Nederlanden. 't Goy-Houten 2001.

- Biblioteca Nacional de España: XX1095250
- Gemeinsame Normdatei: 134261356
- International Standard Name Identifier: 0000 0000 8414 3308
- Library of Congress Control Number: n88181668
- Nederlandse Thesaurus van Auteursnamen: 068683308
- Système universitaire de documentation: 130314129
- Virtual International Authority File: 117844610
- WorldCat: E39PCjFcdBcrGpQ6Gg43wXjDMP